# ۱۲۳ (عدد)
۱۲۳(صد و بیست و سه) یک عدد طبیعی است که بعد از ۱۲۲ و قبل از ۱۲۴ قرار دارد.